# Гейн, Александр Георгиевич
Александр Георгиевич Гейн (29 января 1950, Свердловск — 23 января 2025) — кандидат физико-математических наук, доктор педагогических наук, профессор, автор более 170 научных работ. В 1972 году окончил математико-механический факультет Уральского государственного университета по специальности «Математика», в дальнейшем стал работать там. С 2007 года является деканом факультета повышения квалификации преподавателей естественных наук.

## Биография
Родился 29 января 1950 года в Свердловске.
В 1972 году окончил математико-механический факультет УрГУ по специальности «Математика», в дальнейшем стал работать там. С 2007 года являлся деканом факультета повышения квалификации преподавателей естественных наук. В университете прочитал ряд основных математических курсов на математико-механическом, химическом и философском факультетах, а также несколько спецкурсов, среди которых «Алгебры Ли и решетки их подалгебр», «Теоретические основы школьной информатики».
Автор более 170 научных работ и двух монографий по математике, информатике и педагогике. Также под его руководством защищены две кандидатские и одна докторская диссертация по педагогике. Являлся членом редколлегии журнала «Образование и наука. Известия УрО РАО». Являлся соавтором школьного учебника «Математика. 5-6. Учебник-собеседник», отмеченного премией на Всесоюзном конкурсе школьных учебников в 1987 году и входившего в федеральный комплект учебников для общеобразовательных учреждений. Под руководством Александра Георгиевича было создано 14 учебников по информатике, также входивших в разные годы в федеральный комплект школьных учебников.
С 2001 года являлся действительным членом Академии информатизации образования Российской Федерации.
Награждён медалью ВДНХ СССР за разработку программно-методического комплекса по курсу школьной информатики и создание первого учебника по информатике, рекомендованного Министерством просвещения РСФСР (1991). Имеет звание «Почётный работник высшего профессионального образования Российской Федерации» в 2008 году. Статья о Александре Георгиевиче включена в энциклопедию «Лучшие люди России» в 2006 году.
Умер 23 января 2025 года после продолжительной болезни на 75-м году жизни.

## Основные труды
- Gein, A. G.; Shushpanov, M. P. Free 3-generated lattices with two semi-normal generators. (English) Zbl 06911225 Order 35, No. 2, 247—252 (2018). MSC: 06
- Gein, A. G.; Shushpanov, M. P. Lattices with defining relations close to distributivity. (English. Russian original) Zbl 06862421 Sib. Math. J. 58, No. 6, 983—989 (2017); translation from Sib. Mat. Zh. 58, No. 6, 1267—1275 (2017). MSC: 06
- Gein, A. G. Lie algebras induced by a nonzero field derivation. (English. Russian original) Zbl 06834937 Sib. Math. J. 58, No. 5, 786—793 (2017); translation from Sib. Mat. Zh. 58, No. 5, 1015—1026 (2017). MSC: 17B
- Gein, A. G.; Shushpanov, Mikhail P. Modularity and distributivity of 3-generated lattices with special elements among generators. (English. Russian original) Zbl 1377.06004 Algebra Logic 56, No. 1, 1-12 (2017); translation from Algebra Logika 56, No. 1, 3-19 (2017). Reviewer: Christian Herrmann (Darmstadt) MSC: 06C05 06D05 06B25
- Gein, A. G. Finitely generated lattices with M-standard elements among generators. (English. Russian original) Zbl 1341.06009 Russ. Math. 60, No. 3, 14-17 (2016); translation from Izv. Vyssh. Uchebn. Zaved., Mat. 2016, No. 3, 18-22 (2016). MSC: 06B25 06C05 06B05
- Geĭn, A. G.; Shushpanov, M. P. Sufficient conditions for the modularity of the lattice generated by elements with properties of modular type. (English. Russian original) Zbl 1338.06007 Sib. Math. J. 56, No. 4, 631—636 (2015); translation from Sib. Mat. Zh. 56, No. 4, 798—804 (2015). Reviewer: Marcel Wild (Stellenbosch) MSC: 06C05 06B05 06B25 06C10
- Gein, A. G.; Shushpanov, M. P. Finitely generated lattices with completely modular elements among generators. (English. Russian original) Zbl 1314.06007 Algebra Logic 52, No. 6, 435—441 (2014); translation from Algebra Logika 52, No. 6, 657—666 (2013). MSC: 06B25 06C05 06B05
- Gein, A. G.; Shushpanov, M. P. Defining relations of a free modular lattice of rank 3. (English. Russian original) Zbl 1286.06012 Russ. Math. 57, No. 10, 59-61 (2013); translation from Izv. Vyssh. Uchebn. Zaved., Mat. 2013, No. 10, 69-72 (2013). MSC: 06C05 06B25
- Geĭn, A. G. Finite-dimensional simple Lie algebras with subalgebra lattice of length 3. (English. Russian original) Zbl 1302.17016 Russ. Math. 56, No. 10, 62-65 (2012); translation from Izv. Vyssh. Uchebn. Zaved., Mat. 2012, No. 10, 74-78 (2012). MSC: 17B20 17B50
- Gein, Alexander G.; Varea, Vicente R. Corrigenda: `Solvable Lie algebras and their subalgebra lattices’. (English) Zbl 0818.17004 Commun. Algebra 23, No. 1, 399—403 (1995). MSC: 17B30 17B05
- Gejn, Alexander G.; Varea, Vicente R. Solvable Lie algebras and their subalgebra lattices. (English) Zbl 0756.17004 Commun. Algebra 20, No. 8, 2203—2217 (1992). Reviewer: M.Boral (Adana) MSC: 17B30 17B05
- Gejn, A. G.; Tolstov, F. L. Solvability of algebras decomposable into the sum of two nilpotent subalgebras. (English. Russian original) Zbl 0706.17005 Sov. Math. 33, No. 9, 19-22 (1989); translation from Izv. Vyssh. Uchebn. Zaved., Mat. 1989, No. 9(328), 18-22 (1989). Reviewer: M.Kuznetsov MSC: 17B30 17B50
- Geĭn, A. G. Lie algebras with constraints on subalgebras. Textbook. (Algebry Li s ogranicheniyami na podalgebry. Uchebnoe posobie.) (Russian) Zbl 1098.17500 Sverdlovsk: Ural’skij Gosudarstvennyj Universitet. 59 p. (1989). MSC: 17B05 17-01
- Gejn, A. G. Coatomic lattices and Lie algebras. (Russian) Zbl 0675.17002 Mat. Zap. 14, No. 3, 66-74 (1988). Reviewer: V.Artamonov MSC: 17B05 06C99
- Gejn, A. G. On modular subalgebras of Lie algebras. (Russian) Zbl 0668.17005 Mat. Zap. 14, No. 2, 27-33 (1987). Reviewer: G.Brown MSC: 17B05
- Gejn, A. G. Modular rule and relative complements in the lattice of subalgebras of a Lie algebra. (English. Russian original) Zbl 0624.17004 Sov. Math. 31, No. 3, 22-32 (1987); translation from Izv. Vyssh. Uchebn. Zaved., Mat. 1987, No. 3 (298), 18-25 (1987). Reviewer: G.Brown MSC: 17B05
- Gejn, Aleksandr G. The distributive law in a lattice of subalgebras. (Russian) Zbl 0579.17003 Serdica 11, 171—179 (1985). Reviewer: V.A.Artamonov MSC: 17A60
- Gejn, Alexander Minimal noncommutative and minimal nonabelian algebras. (English) Zbl 0558.17008 Commun. Algebra 13, 305—328 (1985). Reviewer: E.L.Stitzinger MSC: 17B20
- Gejn, A. G. Minimal nonabelian Lie algebras of prime characteristic. (English) Zbl 0563,17012 °C. R. Acad. Bulg. Sci. 37, 1291—1293 (1984). Reviewer: G.Brown MSC: 17B50 17B20
- Gejn, A. G. Modular subalgebras and projections of locally finite-dimensional Lie algebras of characteristic zero. (Russian) Zbl 0549.17004 Algebraicheskie Sistemy, Mnogoobraziya, Reshetki Podsistem, Mat. Zap. 13, No. 3, 39-51 (1983). Reviewer: G.Brown MSC: 17B05 17B20 17B30
- Volkov, M. V.; Gejn, A. G. Identities in almost nilpotent Lie rings. (English) Zbl 0515.17009 Math. USSR, Sb. 46, 133—142 (1983). MSC: 17B99 17B30 08B15
- Gejn, A. G. On degrees of solvability of lattice-isomorphic Lie algebras. (Russian) Zbl 0507.17005 Algebraicheskie Sistemy i ikh Mnogoobraziya, Mat. Zap. 13, No. 1, 7-15 (1982). MSC: 17B30
- Volkov, M. V.; Gejn, A. G. Identities of almost nilpotent Lie rings. (Russian) Zbl 0494.17009 Mat. Sb., N. Ser. 118(160), 132—142 (1982). MSC: 17B99 17B30 08B15
- Belov, A. I.; Gejn, A. G. Lie algebras admitting almost regular automorphisms. (English) Zbl 0498.17008 Sov. Math. 25, No. 8, 1-3 (1981). MSC: 17B40
- Belov, A. I.; Gejn, A. G. Lie algebras admitting an almost regular automorphism. (Russian) Zbl 0479.17006 Izv. Vyssh. Uchebn. Zaved., Mat. 1981, No. 8(231), 3-4 (1981). MSC: 17B40
- Gejn, A. G.; Mukhin, Yu. N. Complements to subalgebras of a Lie algebra. (Russian) Zbl 0479.17008 Issledovaniya Algebraicheskikh Sistem po Svojstvam ikh Podsistem, Mat. Zap. 12, No. 2, 24-48 (1980). MSC: 17B65 06C15
- Gejn, A. G. Projections of two-step nilpotent Lie algebras. (English) Zbl 0464.17002 Sov. Math. 24, No. 1, 12-17 (1980). MSC: 17B30
- Gejn, A. G. Projections of two by two nilpotent Lie algebras. (Russian) Zbl 0427.17008 Izv. Vyssh. Uchebn. Zaved., Mat. 1980, No. 1(212), 12-15 (1980). MSC: 17B30
- Gejn, A. G. Dualisms of Lie algebras. (Russian) Zbl 0427.17003 Issled. Sovrem. Algebre, Mat. Zap. 11, No. 3, 44-47 (1979). MSC: 17B05
- Geĭn, A. G. On the lattice of subalgebras of a nilpotent Lie algebra. (Russian) Zbl 0434.17006 Issled. Sovrem. Algebre, Mat. Zap. 11, No. 1, 10-25 (1978). MSC: 17B30
- Gein, A. G. Projections of a Lie algebra of characteristic 0. (Russian) Zbl 0403.17003 Izv. Vyssh. Uchebn. Zaved., Mat. 1978, No. 4(191), 26-31 (1978). MSC: 17B05
- Geĭn, A. G. Supersolvable Lie algebras and Dedekind’s law in the lattice of subalgebras. (Russian) Zbl 0434.17005 Issled. Sovrem. Algebre, Mat. Zap. 10, No. 3, 33-42 (1977). MSC: 17B30
- Gejn, A. G. On projections of solvable Lie algebras. (Russian) Zbl 0409.17007 Mat. Zap., Sverdl. 10, No. 1, 3-15 (1976). MSC: 17B30 17B50 17B05
- Geĭn, A. G. Semimodular Lie algebras. (English) Zbl 0359.17001 Sib. Math. J. 17, 189—193 (1976). MSC: 17B05
- Geĭn, A. G. Semimodulare Liesche Algebren. (Russian) Zbl 0342.17010 Sib. Mat. Zh. 17, 243—248 (1976). Reviewer: Yu. A. Bakhturin MSC: 17B05
- Gejn, A. G.; Mukhin, Yu. N. Semiabelsche Lie-Algebren. (Russian) Zbl 0317.17003 Mat. Issled. 10, No. 1(35), 78-93 (1975). MSC: 17B30
- Gein, A. G. Über Liesche Algebren, die von Idealen und abelschen Unteralgebren bedeckt werden. (Russian) Zbl 0322.17005 Mat. Zap., Sverdl. 9, No. 1, 11-14 (1974). MSC: 17B99 17B30
- Gejn, A. G.; Kuznetsov, S. V.; Mukhin, Yu. N. Über minimale nichtnilpotente Liesche Algebren. (Russian) Zbl 0369.17009 Mat. Zap., Sverdl. 8, No. 3, 18-27 (1973). MSC: 17B65 17B05

## Публикации
- Модулярность и дистрибутивность 3-порождённых решёток со специальными элементами среди порождающих; А. Г. Гейн, М. П. Шушпанов; Алгебра и логика, 56:1 (2017), 3-19;
- Решетки с определяющими соотношениями, близкими к дистрибутивности; А. Г. Гейн, М. П. Шушпанов; Сиб. матем. журн., 58:6 (2017), 1267—1275;
- Алгебры Ли, индуцированные ненулевым дифференцированием поля; А. Г. Гейн; Сиб. матем. журн., 58:5 (2017), 1015—1025;
- Конечнопорожденные решетки c M-стандартными элементами среди порождающих; А. Г. Гейн; Изв. вузов. Матем., 2016, № 3, 18-22;
- Достаточные условия модулярности решетки с порождающими элементами, обладающими свойствами типа модулярности; А. Г. Гейн, М. П. Шушпанов; Сиб. матем. журн., 56:4 (2015), 798—804;
- Конечнопорождённые решётки с вполне модулярными элементами среди порождающих; А. Г. Гейн, М. П. Шушпанов; Алгебра и логика, 52:6 (2013), 657—666;
- Об определяющих соотношениях свободной модулярной решетки ранга 3; А. Г. Гейн, М. П. Шушпанов; Изв. вузов. Матем., 2013, № 10, 69-72;
- Конечномерные простые алгебры Ли с решеткой подалгебр длины 3; А. Г. Гейн; Изв. вузов. Матем., 2012, № 10, 74-78;
- О разрешимости алгебр, разложимых в сумму двух нильпотентных подалгебр; А. Г. Гейн, Ф. Л. Толстов; Изв. вузов. Матем., 1989, № 9, 18-22;
- Модулярный закон и относительные дополнения в решетке подалгебр алгебры Ли; А. Г. Гейн; Изв. вузов. Матем., 1987, № 3, 18-25;
- Тождества почти нильпотентных колец Ли; М. В. Волков, А. Г. Гейн; Матем. сб., 118(160):1(5) (1982), 132—142;
- Алгебры Ли, допускающие почти регулярный автоморфизм; А. И. Белов, А. Г. Гейн; Изв. вузов. Матем., 1981, № 8, 3-4;
- Проектирования двуступенно нильпотентных алгебр Ли; А. Г. Гейн; Изв. вузов. Матем., 1980, № 1, 12-15;
- Проектирования алгебр Ли характеристики 0; А. Г. Гейн; Изв. вузов. Матем., 1978, № 4, 26-31.